# الرعاية الصحية في سويسرا

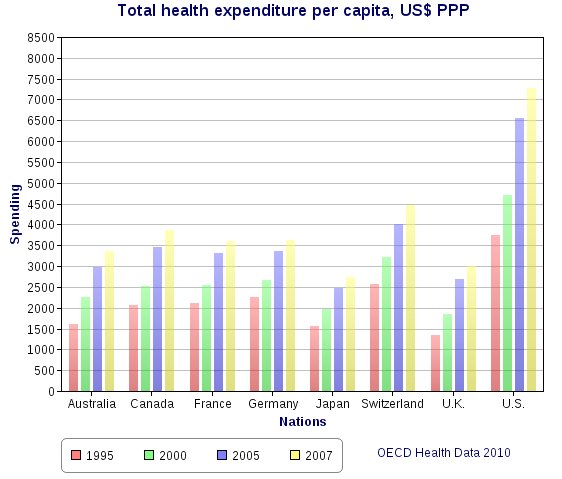

يؤمن كل مواطن سويسري أو مقيم غريب له حق الإقامة على نفسه إجباريًا للعلاج في حالة المرض، طبقًا لقانون التأمين الصحي. ويتكفل المؤمن عليه بدفع أقساط التأمين الصحي. وتوجد عقود بين سويسرا ودول الاتحاد الأوروبي بشأن التوكل المتبادل بمصروفات العلاج في الحالة الطارئة المحتاجة للعلاج. ويجب أن يقدم كل مؤمن عليه من دول الاتحاد الأوروبي للعلاج في إحدى دول الوحدة الاقتصادية الأوروبية - أي الاتحاد الأوروبي والنرويج وإيسلندا وليشتنشتاين - وفي سويسرا، يقدم بطاقة التأمين الصحي أو شهادة بديلة مؤقتة.
صناديق التأمين الصحي هي مؤسسات اقتصادية أهلية، ولا توجد بينها مؤسسات حكومية. ولكن كل صندوق للعلاج الصحي ملزم بالقانون بأن يؤمن على أي فرد التأمين الأساسي، يتقدم إليه بطلب ويكون قاطنا في منطقة عمل الصندوق. وتسدد «ميزانية خاصة» جزءا من مصروفات صناديق العلاج على أعداد المرضى من كبار السن أو زيادة أعداد المرضى بغرض ما يسمى «موازنة الأحوال الطارئة».
أما بالنسبة إلى التأمينات الإضافية (الاختيارية) - بمعنى أنها تقدم رعاية تزيد عن الرعاية الأساسية التي يكفلها القانون - فللصناديق الحرية في اختيار وتقديم عقود تأمين (إضافية) لبعض المؤمن عليهم. وتوجد رابطة لصناديق العلاج وهي «رابطة سانتيسويس» ومقرها في مدينة «سولوتورن».
وتمويل المستشفيات الحكومية يأتي أتعاب العلاج (المرضى وصندوق التأمين) وأيضا من مبالغ تدفعها المحافظة أو الدائرة. وبسبب مشاركة المحافظة في تحمل مصروفات العلاج فتطلب المستشفيات الحكومية من القاطنين في نفس المحافظة اتعابا أقل عن ذويهم من خارج المحافظة. وبسبب هذا الاختلاف في مصروفات العلاج فإن التأمين الأساسي القانوني يغطي فقط العلاج في الأقسام العامة في مستشفى في المحافظة. وتوجد أحوال خاصة حيث يكون المريض محتاجا لعلاج فوري أو محتاجا لعملية صعبة لا تقدمها مستشفى المحافظة أو الدائرة، مثل عملية في القلب أو علاج الأعصاب، فهذه تجرى في بعض المراكز التخصصية. وتوجد رابطة لمستشفيات سويسرا ممثلة في "رابطة H+. كما يتبع جميع الممرضين والممرضات رابطتهم المهنية في سويسرا SBK
أما تمويل المستشفيات الخاصة فيأتي عادة من مصروفات علاج المرضى، وهي تكون أعلى عن مصروفات المستشفيات الحكومية العامة. ولذلك لا يغطي التأمين الأساسي القانوني مصروفات العلاج في المستشفيات الخاصة.
ولكن بالنسبة للمعالجة الطبيبة العادية فيغطيه التأمين الأساسي القانوني في جميع أنحاء سويسرا ولدى جميع الأطباء المسجلين. وهؤلاء منهم من يعمل حرا أو أطباء المستشفيات الحكومية وأطباء المستشفيات الخاصة. رابطة الأطباء ممثلة في FMH (Foederatio Medicorum Helveticorum, Vereinigung der Schweizer Ärztinnen und Ärzte).

## الحوادث
كل عامل وموظف مؤمن عليه إلزاميا للعلاج ضد الحوادث ويسمى قانون التأمينات الخاص بذلك «قانون التأمين ضد الحوادث». وتوجد في سويسرا مصلحة مستقلة SUVA للتأين ضد الحوادث. بالإضافة إلى ذلك تقدم معظم صناديق العلاج الأهلية تأمين علاج ضد الحوادث طبقا لقانون التأمين ضد الحوادث. ولصاحب العمل الاختيار لتأمين جميع من حيث أقتصار الحوادث على حوادث أثناء العمل أم قد تمتد إلى التأمين ضد الحوادث حتى في وقت الفراغ. ويتحمل صاحب العمل وحده دفع أقساط التأمين ضد الحوادث للعاملين لديه. أما أقساط الـامين ضد الحوادث في الأوقات خارج أوقات العمل فيتحملها العاملون. وبالنسبة لمن يعمل حرا ولا يرغب في التعاقد على تأمين ضد الحوادث مع الشركات الخاصة فيمكنه التأمين ضد الحوادث على نفسه إضافيا لدى صندوق العلاج الطبي.

## طبيب الأسنان
لا تدخل علاج الأسنان - ماعدا في حالات خاصة - في نطاق كتالوج العلاج الذي يقدمه التأمين الأساسي. ومن الممكن أن يتعاقد الشخص مع إحدى شركات التأمين على علاج الأسنان. ونظرا لارتفاع أقساط هذا النوع من التأمينات فتبرم تلك العقود نادرا، أي أن المريض يتحمل مصاريف علاج أسنانه بنفسه.

## مصروفات العلاج

### تكلفة محددة
مصروفات العلاج لدى الأطباء في سويسرا محددة، وقد طورت في سويسرا لائحة للعلاج تحدد تكلفة علاج الحالات المختلفة في السنوات الأخيرة وتسمى لائحة Tarmed. وبواسطتها يصبح - ولو من الوجهة النظرية - مصاريف العلاج في كل سويسرا متساوية. إلا أن اللائحة تفرق بين المحافظات المختلفة فقد تكون العلاج في محافظة "تورجاواقل من علاج نفس الحالة في محافظة جينيف أو زيوريخ. أو بالعكس فقد يطلب الطبيب العامل في جينيف أو زيوريخ أتعابا أعلى من زميلة العامل في "تورجاو" أو "شافهاوزن" على نفس العلاج. ويعتمد هذا الاختلاف على عدة عوامل مثل الدخل ومصروفات العيادة وكثافة الأطباء في المحافظات المختلفة.

### تزايد المصروفات وأسبابه
تتزايد تكلفة العلاج في سويسرا كما تتزايد في بلاد العالم الأخرى، ويلقى ذلك مناقشات مستفيضة لبحث الأسباب. ومن تلك الأسباب التقدم في العلاج الطبي، وكثرة المعمرين الذين يحتاجون الرعاية، وبعض التخاذل في إجراءات الوقاية، وعدم اتباع نظم الجودة، وكذلك تعدد المؤسسات الصحية على مستوى المحافظات، وسيطرة بعض الفئات والرابطات ومحاولتها الحصول على مكاسب، وقلة استخدام الأدوية «جينريكا» معروفة وذات مفعول طيب وتفضيل اللجوء إلى ما يجد من العقاقير تكلفة تطويرها مبالغا طائلة، وبقاء المرضى أياما زائدة في المستشفيات. كذلك يتسبب الإجهاد وتبعاته في زيادة مصروفات العلاج حتى أنه يسبب في زيادة قدرها 2و4 مليار فرنك سويسري سنويا (وضع: يناير 2010).
كما أن مصروفات العلاج ترتفع على المستوى العالمي طبقا لزيادة رخاء البلد، مقاسا بمتوسط الإنتاج القومي للفرد.

### وسائل التوفير
تنصب مجهودات الحكومة لتحديد تكلفة العلاج على تكليف المرضى والمستشفيات والأطباء وصناع الدواء بإشراكهم في تحمل جزء من تكلفة العلاج. ومن ضمن تلك الوسائل إفساح المجال للتعاقد بين صناديق العلاج مع الأطباء وتحفيز جمعيات التوعية الصحية، وزيادة اتباع نظام «طبيب العائلة» أو مجمعات الأطباء التي من فوائدها التعرف على الأمراض مبكرا قبل استفحالها.
كما يفكر المسؤولون عن الصحة في اتباع نظم جديدة لتمويل المستشفيات، بحيث تعمل على خفض تكلفة العلاج. وبالنسبة لتكلفة الدواء فيحفز استخدام أدوية معروفة Generika ثبت مفعولها بنجاح على مر السنين والسماح باستيراد بعضا منها. ولكن علاج الأسنان لا يزال لم يمسه التوفيرات (حيث لا تقوم به صناديق العلاج الطبي).

### التمويل
تخصم في سويسرا الأقساط الشهرية للتأمين ضد الحوادث مباشرة من الراتب، وهي تزداد بزيادة الراتب. وتعتمد نسبة القسط على نوع العمل الذي يقوم به المؤمن عليه.
أما أقساط صندوق العلاج الطبي فيقوم المؤمن عليه بسداده ولا تعتمد قيمة القسط على راتبه الشهري أو على ما يملكه من أملاك، ولكنها تختلف من محافظة إلى محافظة. ونسبتها يتطلب تصريح من المصلحة الفدرالية للصحة BAG. ويحصل ذوي الدخول البسيطة على معونات من الحكومة لدفع الأقساط.
وأصبح التأمين الأساسي الصحي إلزاميا منذ 1996 لجميع المقيمين في سويسرا. ويبلغ القسط الشهري للكبار الذين تتعدى أعمارهم أكثر من 26 عام في المتوسط 313 فرنك سويسري (أعلى الأقساط في محافظة جينيف وتصل 423 فرنك سويسري). وقد تزايدت الأقساط السنوية بوضوح منذ إلزامها، وزادت مؤخرا بنسبة 9و9 % خلال عام 2010 ومن المتوقع زيادتها بمعدل 7 % - 10% خلال عام 2011.
وهناك مشروع من الحكومة يبحث مسألة خفض قسط التأمين الصحي طبقا للشريحة الضرائبية، تهدف إلى تهدئة تحمل العائلات ذات أبناء كثيرين. وتختلف تلك الأنظمة من محافظة إلى محافظة، وستتحمل الضرائب تمويل تلك التخفيضات. وقد استفاد من ذلك الدعم نحو 3و2 مليون شخص (2نحو 29% من السكان) في عام 2009. وزاد عدد المستفيدين بين عامي 1996 و1998 من 23% إلى 31% مع زيادة انتشاره وتنفيذه، وبقي ثابتا عند 32% منذ عام 2004. في عام 2008 قدمت المحافظات دعما قدره 4و3 مليار فرنك سويسري لهذا البرنامج.
وبجانب التأمين الأساسي الصحي الإلزامي يوجد التأمين الصحي الإضافي الاختياري، وطبقا له يقوم المؤمن عليه بتسديد أقساط شهرية تختلف قيمتها باختلاف درجة تعرض الشخص للمرض. وبعكس التأمين الأساسي فيحق لشركة التأمين
رفض طلب التأمين الإضافي.
من تكلفة في قطاع الصحة يقوم الناس بتحمل نحو ثلثي التكاليف الكلية، وتدعم الحكومة جزءا يصل إلى 17% منها.

## اقرأ أيضا
- صندوق العلاج الطبي
- إلينور أوستروم